# Observatorio Goodricke-Pigott
El observatorio Goodricke-Pigott es un observatorio astronómico privado en Tucson, Arizona, Estados Unidos. Se inauguró formalmente el 26 de octubre de 1996, y las observaciones comenzaron esa noche con las imágenes del cometa Hale-Bopp.
El observatorio lleva el nombre de dos astrónomos de finales del siglo XVIII, que vivían en York, Inglaterra, John Goodricke y Edward Pigott.

## Equipamiento
El observatorio se inauguró con un telescopio Schmidt-Cassegrainde con 0.35 metros de abertura.